# 澄川ロア
澄川 ロア（すみかわ ろあ、1988年4月1日 - ）は、日本のAV女優。
東京都出身。イオンプロモーション所属。
趣味：ショッピング。特技：カラオケ、猪モノマネ。
口癖：だがしかし。
長身・美脚で92cm・Hカップの巨乳であり・96cmの巨尻

## 略歴
2007年に『NEW☆MODEL』でAVデビュー。

## 作品

### アダルトビデオ
2007年
- NEW☆MODEL(3月25日、kira☆kira)
- FUCK☆180°(4月25日、kira☆kira)
- NEW☆DIGIMO(5月25日、kira☆kira)
- ECSTASY MAX(6月25日、kira☆kira)
- GANGBANG☆HARD FUCK(7月25日、kira☆kira)
- DOUBLE☆BITCH(8月25日、kira☆kira)
- 逆ナンパ中出し II ナンパして中出しさせる7人のギャル (11月10日、隼エージェンシー)オムニバス作品
- こだわりの手コキ 4時間SP VI 30人のハンドメイド (11月10日、隼エージェンシー)オムニバス作品
- 全裸BOOT CAMP (11月30日、TMA)
- マジックミラー号 逆ナンパin湘南 170cm以上の極上ボディSPECIAL! (12月1日、ディープス)※AVグランプリ2008 グランプリステージ エントリー作品
- フェラグランプリ2008 (12月1日、隼エージェンシー)オムニバス作品 ※AVグランプリ2008 マニアステージ エントリー作品
- GALコレ 2 (12月8日、隼エージェンシー)オムニバス作品
- 極乳 5人の極上巨乳たち (12月19日、BRAVO)オムニバス作品
- 巨乳ギャルレイプ (12月21日、TMA)
- フルメタル女子校生 (12月30日、ゴリラプロジェクト)

2008年
- WATER POLE 42(1月11日、プレステージ)
- Big Boin Style(1月12日、隼エージェンシー)オムニバス作品
- フェラコレ2008冬SP(1月12日、隼エージェンシー)オムニバス作品
- ボイン厳禁◆ハイスクール (1月15日、ワープエンタテインメント)
- こだわりの手コキ 4時間SP VII(2月9日、隼エージェンシー)オムニバス作品
- モデルin… [脅迫スイートルーム] Fashion Model Roa(19) (2月15日、ドリームチケット)
- 巨乳が寝てる間に… たっぷり揉んだら、仕上げに挿入!! (2月15日、ワープエンタテインメント)オムニバス作品
- 手コキHEAVEN(2月15日、TMA)オムニバス作品
- 巨乳オールスターズ ローションマフィア (2月20日、ゴリラプロジェクト)オムニバス作品
- コイビトシャシン 13 (2月25日、大洋図書)
- ULTRA BIG TITS Hcup (3月12日、プレステージ)
- GAL'Z O'MANKO (4月1日、ワンズファクトリー)
- 見てるだけで勃起する!ドスケベ悩殺ボディ (4月4日、SODクリエイト)
- もみくちゃ!!! (4月7日、桃太郎映像出版)オムニバス作品
- ヴァーチャル相互オナニー いっしょにイってね (5月1日、ワンズファクトリー)オムニバス作品
- レイプ中出し V 理不尽に中出しされた7人のギャル (5月10日 隼エージェンシー)オムニバス作品
- やりたい女 エロいカラダとふしだらマンコ (5月19日、ドグマ)
- boin!boin!240 37人のボイン (5月19日、BRAVO)オムニバス作品
- BODY TIGHTS (5月22日、V&Rプロダクツ)
- Mix Juice 4(5月30日、ゴリラプロジェクト)
- 巨乳痴嬢 (6月1日、AVS)
- ボイン大好きしょう太くんのHなイタズラ 12 (6月5日、グローリークエスト)
- 巨乳スイミングスクール PART.5 (6月5日、V&Rプロダクツ)
- エロいオンナ、イイカラダ。 (6月5日、タカラ映像)
- 美脚×ローライズ短パン×露出デート (6月13日、マルクス兄弟)
- E-BODY (6月13日、E-BODY)
- 巨乳コギャルズオフィスレディー (6月19日、イエロー)
- 巨乳天国 おっぱいパブ 2 (6月19日、ROCKET)
- 彼女のプライベート露出動画公開します。 (7月15日、ミュージアム・ネクスト)
- BIKINIマリンピック!!2008 (7月15日、トップワン)
- 美人OLのランチタイム 4 オフィス街の肉欲交尾 (7月17日、グローリークエスト)オムニバス作品
- ギャルはいつも気楽にフェラチオしていて、どこでもSEX。もちろん避妊不要の生中出し ROA(7月18日、レアル・ワークス)
- 極嬢GIRLS (7月19日、イエロー)
- 極 Style (7月21日、h.m.p)
- むっちりムチムチ尻肉エンジェル (7月25日、オーロラプロジェクト)
- 巨乳女子校生 5 (7月25日、メディアステーション)オムニバス作品
- 美脚で虐める最高の足コキ発射! (8月1日、ワンズファクトリー)オムニバス作品
- 究極の妄想発明シリーズ第7弾 飛び出すエロ本 (8月7日、ROCKET)
- 極乳パンスト (8月15日、ケー・トライブ)
- 浴衣乱交夏祭り (8月15日、ミュージアム・ネクスト)
- 人気痴女優騙し企画 逆ナンしたら怖い人(8月15日、ミュージアム・ネクスト)オムニバス作品
- いい中出し 愛ある中出し お願い中に出して欲しいの NEO (8月18日、おかず。(ケイ・エム・プロデュース))オムニバス作品
- 脱ぎたてホクホクパンティー手コキ&フェラ (8月19日、イエロー)オムニバス作品
- ふたなり美女レズ絶頂激々射精 (8月25日、OPERA［オペラ］)
- VIP限定フルコース! トリプル爆乳メンズエステ (9月1日、V (ヴィ))
- ぶっかけ中出しテカテカFUCK 7 (9月4日、アイエナジー)
- BODY WILD LADY’s 01 ROA (9月5日、GLAY'z)
- 超おっぱい (9月7日、桃太郎映像出版)オムニバス作品
- 売れっ子女優、澄川ロアを監禁拘束して陵辱プレイの果てに中出ししちゃいました!!(9月15日、テイクワン)
- 撮影現場に仕掛けた人気女優ガチ夜這いの罠 (9月15日、ミュージアム・ネクスト)
- 生中出し巨乳ギャル 5 (9月26日、メディアステーション)オムニバス作品
- 美脚＋美乳 (10月11日、隼エージェンシー)
- フェラコレ2008秋SP (10月11日、隼エージェンシー)オムニバス作品
- 澄川ロアの癒しの手コキ (10月15日、テイクワン)
- 手コキでベロちゅ〜 4 (10月19日、イエロー)オムニバス作品
- 女医 中出し20連発 (10月23日、アイエナジー)
- PLAY GIRL 02 (11月17日、レアル・ワークス)オムニバス作品
- ちんぐり返しアナル舐め手コキ (11月19日、イエロー)オムニバス作品
- 官能小説朗読オナニ〜 4 (11月19日、イエロー)オムニバス作品
- 麻薬捜査官 ヤク漬け膣痙攣 (11月20日、アイエナジー)
- 巨乳めこスジ 〜マイクロビキニ〜 (11月22日、チーム川崎)オムニバス作品 ※AVグランプリ2009 エントリー作品
- 女ハ男ヲ目デ犯ス。 PLAY アンコール (12月15日、ワープエンタテインメント)

2009年
- パイずり顔射 (1月10日、ラハイナ東海)オムニバス作品
- バス痴漢 中出し21連発 通学途中のバスの中で教え子たちに犯される女教師 (1月13日、カルマ)
- 巨乳痴悦族 (1月13日、AVS)オムニバス作品
- 絶対にハサまれたい巨乳が、そこにはある (1月15日、ワープエンタテインメント)オムニバス作品
- 巨乳コギャルズメイド (1月19日、イエロー)
- 稼いだ金が今日のギャラ! 小坂めぐる&澄川ロアが女子校生になりすまして援交逆ナンパ (1月22日、ディープス)
- 猥褻嬢 01 (1月23日、ゴーゴーズ)
- 爆乳家庭教師 Lesson2 (2月13日、ビッグモーカル)オムニバス作品
- ポルチオエステサロンNEO 4 (2月14日、BabyEntertainment)
- 女子校生とヲジサンのベロベチョ接吻とにゅるぬる手コキ (2月15日、ワープエンタテインメント)オムニバス作品
- GLAMOUROUS PERFECT ERO BODY’S (2月20日、レアル・ワークス)オムニバス作品
- 爆乳グラインド騎乗位 (3月1日、MOODYZ)
- 巨乳コギャルズソープランド (3月19日、イエロー)
- kira☆kira SPECIAL 極上BODY☆潮吹き大乱交 Vol.2 (3月19日、kira☆kira)
- VIP STAR STAGE 2 (3月20日、クリスタル映像)
- ナイトサファリ -夜尻擦りつけ- (4月3日、映天)オムニバス作品
- 憧れの美人三姉妹に他人（ヒト）が見ている前でヌかれた!! (4月4日、SODクリエイト)オムニバス作品
- SEX依存症の女 ギャラ10万円「SEX依存症の女」VSギャラ100万円「極上ボディーの女」 素人チ○ポ争奪戦 (4月4日、人間考察)
- 巨乳ナースステーション (4月19日、イエロー)
- 澄川ロアとフェチ (5月1日、INAZUMA)
- 黒ストッキング足コキ (5月19日、イエロー)オムニバス作品
- 巨乳コギャルズW痴女 (5月19日、ROOKIE)
- MEGA ERO BODY (6月25日、ビッグモーカル)オムニバス作品
- 放課後JKの汚パンツで見せつけセンズリ発射!! (7月3日、映天)オムニバス作品
- スクール水着ローションパイズリ2 (7月19日、イエロー)オムニバス作品
- 45人のおっぱいを揉んで!吸いまくる! (7月19日、ミスター・インパクト)オムニバス作品
- お掃除フェラ…そのままイラマチオ (7月19日、ROOKIE)

2010年
- 絶倫ナースステーション 3（1月8日、LEO）
- 顔騎圧迫 美女百花繚乱八人尻圧着編（2月9日、実録出版）
- ドエロ奥さん 7（2月12日、LEO）
- 巨乳スイミングスクール PART.5 (6月22日、V&Rプランニング)
- 極上モデルたちのスキャンダル白書（9月17日、INAZUMA）
- 大好き!!エロギャル!!（12月13日、ミスター・インパクト）

2011年
- 濡れてはいけない!? SOFT ON DEMAND的人生は波乱万丈だ!ゲーム in SOD本社ビル（1月8日、SODクリエイト）
- ギャルとルームシェア!! 普通に口説いても相手にされないのでルームシェアのギャルを募集!!いい人を装ってプライベートに侵入したらヤレるのか? Vol.03（2月5日、GARCON）
- kira☆kira BLACK GAL SPECIAL 黒GAL☆爆乳温泉 〜超極上BODYハーレム大乱交〜（2月19日、kira☆kira）
- 高身長OLはちびっこサラリーマンに夢中♥（3月19日、SODクリエイト）
- kira☆kira BLACK GAL DOUBLE黒GALシースルーコンパニオン 〜秘密のバイトは生中出しFUCK〜（4月19日、kira☆kira）

2012年
- ムッチリボディコンバス こんな夜中に発情するのは踊り足りないから！？人目を気にせずさかりつくDISCO帰りの豊満肉食ギャル（8月9日、ディープス）

2013年
- モデルin… 真昼の密室調教性交七発 4時間（5月3日、ドリームチケット）

2014年
- ヒプノパニッシュメント ～極悪恐喝美女を催眠制裁～ (3月12日)
- 当て身コレクション 4（3月27日、トラウマアート）
- 最強ギャルレズファイトガチイカせバトル！！（6月5日、GARCON）

### 成人映画
- 巨乳・痴漢(秘)劇場 〜震える羞恥列車〜(2007年11月2日、竹書房)

### テレビ
- エロパラNight（2007年11月6日・2008年2月5日・2008年3月25日、GyaOジョッキー）
- 『ぷっ』すま（2008年7月15日、テレビ朝日）「彼女が水着に着替えたら」コーナー出演。
- 志村&鶴瓶のアブない交遊録12（2009年1月2日、テレビ朝日）「英語禁止ボウリング」コーナー出演。ビキニの女役。(*出演テロップ無)
- 美女と湯けむり（旅チャンネル）
- ビートたけしのもう1回だけヤラせてTV（2010年12月28日、TBS）

### ミュージック・ビデオ
- RIP SLYME『熱帯夜』（2007年、ダンサーの1人として）